# Internationale reaktioner på Darfur-konflikten
De internationale reaktioner på Darfur-konflikten har primært været fokuseret på hvorvidt konfliktens parter har været involveret i forbrydelser mod menneskeheden. Derudover har det i det internationale samfund været debatteret om Sudans regering og allierede militser har gjort sig skyldige i folkedrab. I maj 2006 konkluderede FN’s undersøgelseskommission for Darfur ”at Sudans regering ikke havde fulgt en politik om folkedrab…[selvom] internationale lovovertrædelser som forbrydelser mod menneskeheden og krigsforbrydelser, der er blevet begået i Darfur, kan være lige så alvorlige og frygtelige som folkedrab”. Eric Reeves, en specialist i sudanske forhold og flittig kommentator, har dog stillet spørgsmålstegn ved den metodologi som kommissionen benyttede ved udarbejdelsen af eders rapport. Spørgsmålet om folkedrab eller ej? er grundlag for diskussionen om hvorvidt det internationale samfund skal intervenere eller ej.

## Reaktioner fra statsledere og internationale organisationer

### Afrika
- Afrikanske Union:

AU har været aktivt involveret i den fredsproces som løse konfliktsituationen. Siden april 2004 har mere end 7.000 soldater fra forskellige medlemslande været udsendt til en fredsstyrke (AMIS), som skulle overvåge den våbenhvileaftale, der blev indgået i N'Djamena mellem regeringen i Khartoum og de to største oprørsgrupper SLM/A og JEM. Dette er den første fredsstyrke udsendt af AU, og den har modtaget finansiel og logistisk støtte fra især EU-landene. Trods de mange bestræbelser har fredstyrken dog vist sig at være utilstrækkelig, særligt fordi materiel og logistik har været mangelfuld.[kilde mangler]
På et møde 17. oktober 2004 mellem lederne af de afrikanske lande Libyen, Sudan, Egypten, Nigeria og Tchad blev idéen om en international intervention afvist, da Darfur-konflikten efter deres opfattelse var et rent afrikansk anliggende. En egyptisk talsmand udtalte, at det internationale samfund skulle give Sudan den fornødne støtte, så landet kunne opfylde kravene i FN-resolutionerne, frem for at lægge et yderligere pres på landet.
Synspunktet at konflikten i Darfur skulle løses af de afrikanske lande alene har længe været fremherskende, men efterhånden som det begyndte at stå klart, at AU ikke rådede over de nødvendige ressourcer til en effektiv fredstyrke og at AMIS-styrken derfor var ved at udvikle sig til en fiasko. Den Afrikanske Union begyndte derfor i foråret 2006 at udtrykke villighed til at deres egen fredsstyrke (AMIS) blev afløst af en FN-ledet styrke (UNAMID). Sudan vedblev dog med at være modstander af en FN-mission i Darfur.
- Tchad:

Angreb fra sudanere på byer i Tchad har skabt en alvorlig krise mellem de to nabolande. 20. december 2005 blev 300 sudanere dræbt da Adre, nær grænsen til Sudan, blev angrebet, efterfølgende beskyldte Tchads regering Sudans regering for at være ansvarlige for hændelsen. Fortsatte uroligheder i grænseområdet førte til at Tchads præsident, Idriss Déby erklærede generel mobilisering af befolkningen og at landet befandt sig i krig med Sudan, siden har de to lande befundet sig i en latent krigstilstand. I løbet af sommeren 2006 blev relationerne mellem Tchad og Sudan yderligere forværret, hvilket førte til at Sudan krævede at alle soldater fra Tchad, der indgik i AMIS-styrken, øjeblikkeligt skulle forlade Darfur.[kilde mangler] I maj 2007 blev der indgået en våbenhvileaftale mellem Tchad og Sudan.
- Libyen

Libyens leder, Muammar al-Gaddafi, der længe har været en fortaler for afrikansk enhed, har stillet sig i spidsen for det seneste fredsinitiativ. Han har inviteret Sudans regering, lederne af de vigtigste oprørsbevægelser samt FN til et fredsmøde om Darfur, som skal afholdes 31. oktober i Tripoli. Libyen har længe været involveret i området og håber derfor at dets indflydelse dér kan føre til et gennembrud.

### Mellemøsten
- Den arabiske liga:

Hidtil har den Arabiske Liga i det store hele forholdt sig tavst til konflikten i Darfur. Historisk set har Sudans regering haft tætte forbindelser til Egypten og andre af ligaens medlemslande, og den manglende respons er derfor blevet tolket som en stiltiende accept af Sudans politik i Darfur. I maj 2004 udsendte ligaen en såkaldt fact-finding-mission, som konkluderede at der forekom grove overgreb på menneskerettighederne i Darfur, men ligaen har endnu ikke kommenteret situationen offentligt. I marts 2006 blev der afholdt et møde i ligaen i Sudans hovedstad Khartoum, heller ikke ved denne lejlighed blev Sudans regerings rolle i konflikten kommenteret, i stedet blev Sudan tildelt formandskabet for den Arabiske Liga. Nogle af ligaens medlemmer har tilmed offentligt støttet Sudans afvisning af en udvidet FN mission i Darfur. 

### Vesten
- Europa:

EU's formandskab gav i marts 2007 udtryk for stor bekymring over den humanitære situation i bl.a. Darfur i en rapport til FN's generalsekretær, men understregede samtidig sin støttet til alle forsøg på at stoppe kønsbaseret vold, flygtningehjælp og sikring af at nødhjælpsarbejdere uhindret kunne få adgang til at hjælpe nødstedte. I rapporten blev det understreget at EU støttede den fælles FN/AU-mission, der blev vedtaget af FN i marts 2007.
Flere europæiske statsledere har desuden udtrykt deres egen holdning til Darfur-konflikten, heriblandt følgende:
Den danske statsminister, Anders Fogh Rasmussen, betegnede i sin åbningstale til Folketinget 2. oktober 2007 situationen i Darfur som meget alvorlig og at det krævede international handling, også fra dansk side, hvis konflikten skulle løses til befolkningens bedste. Han sagde bl.a. I Sudan har et tyrannisk regime ført an i noget, der ligner folkemord i Darfur. Millioner lider under sult og undertrykkelse. og fortsatte Vi kan ikke bare se til. Det internationale samfund må engagere sig. Og insistere på, at regimerne [herunder Sudans] overholder menneskerettighederne, stopper undertrykkelsen og indfører demokrati.
Den tidligere britiske premierminister, Tony Blair, erklærede sig i maj 2007 som modstander af enhver form for militær intervention i Darfur, men støttede i stedet indførelsen af den økonomiske embargo, som USA’s regering har foreslået..
Efter i længere tid at have ydet en vis støtte til Sudans regering, har Frankrig nu involveret i en ulmende konflikt med Sudan. Dette er et resultat af fransk militærstøtte til Tchads og den Centralafrikanske republiks egne interne konflikter med rebelgrupper, som benytter sig af baser der er placeret på sudansk territorium.[kilde mangler] Den 28. marts 2007 benægtede Sudans hær at franske faldskærmstropper havde foretaget angreb på en landsby i Darfur. Den 27. juni 2007 afholdt den nyvalgte franske præsident, Nicolas Sarkozy, imidlertid en konference i Paris med deltagelse af repræsentanter for stormagterne og de vigtigste internationale organisationer. Formålet var at skabe enighed om fredsprocessen i Darfur.
- USA:

Både USAs Kongres og præsident, George W. Bush, har anklaget Sudans regering for medvirken til folkedrab, gennem dens støtte til janjaweedmilitser. Og den amerikanske regering har hidtil været en stærk fortaler for indsættelsen af en udvidet fredsstyrke med et robust FN-mandat. USA har også iværksat sine egne skærpede sanktioner mod Sudan, der både omfatter et forbud med våbensalg og en embargo af visse østafrikanske olieselskaber. Sanktionerne betyder at firmaer der handler med Sudan afskæres fra at foretage nogen form for transaktion indenfor det amerikanske system. I maj 2007 blev yderligere 31 selskaber føjet til listen med firmaer, der er omfattet af forbuddet; de 30 af dem er sudanske. Den amerikanske regering sanktioner har også ramt tre individuelle personer, idet deres oversøiske bankkonti er blevet spærret. To af dem, Ahmad Muhammed Harun og Awad Ibn Auf (efterretningschef), er medlemmer af Sudans regering, mens den tredje, Khalil Ibrahim, er leder af oprørsgruppen JEM.
Regeringen i Khartoums indædte modstand mod FN-tropper i Darfur, fik George W. Bush til i maj 2007 at true med ny unilaterale sanktioner mod landet, hvis tilstedeværelsen af FN-tropper ikke blev accepteret og støtten til janjaweed ikke blev indstillet. I FN anmodede USA’s udenrigsminister Condoleezza Rice samtidig sikkerhedsrådet om at godkende en ny resolution, om skærpede våbensanktioner og forbud mod at Sudans regering anvendte militærmagt i Darfur.  Tre uger senere annoncerede Sudans regering, at man havde indgået en aftale med FN om indsættelsen af en udvidet fredstyrke på omkring 20.000 soldater. 
I foråret 2005 blev det afsløret at den amerikanske regering i hemmelighed havde indgået en aftale om efterretningssamarbejde i forbindelse med USA's krig mod terrorisme, og det på trods af at landet udover at blive beskyldt for folkedrab også optræder på USA's egen liste over lande der støtter international terrorisme.
Senere på året begyndte påstande om, at Bush-administrationen nu forsøgte at nedtone de hidtidige beskyldninger om folkedrab og alvoren af situationen i Darfur, at dukke op, i stedet var den amerikanske regering begyndt at kritisere FN’s estimat for antallet af dræbte i Darfur-konflikten. Det blev også påstået at generalmajor Salah Abdallah Gosh, som beskyldes for at være stærkt involveret i træningen af janjaweedmilitserne, var blevet fløjet til Washington for at mødes med højtstående amerikanske officerer vedrørende terrorbekæmpelse. Den amerikanske regering har dog senere hen gentaget sin anklage af Sudans regering for medvirken til folkedrab, og har været en stærk fortaler for en international intervention i Sudan og diplomatisk og økonomisk isolering af regimet i Khartoum.

### Asien
- Kina:

Kina har indtil for nylig solgt store mængder våben til Sudans hær, trods FN’s våbenembargo mod området, og har samtidigt aftaget omkring 65% af Sudans samlede olieproduktion. I følge det canadiske parlamentsmedlem Maurice Vellacot, er hovedparten af de våben, der bruges til drab, overgreb, plyndring osv., fremstillet i Sudan på kinesiske fabrikker. Vellacot kritiserede samtidig også Kinas regering for gentagne gange at have brugt sin vetoret i FN’s sikkerhedsråd til at blokere for resolutioner, som ellers kunne lægge det nødvendige pres på regimet i Sudan, så det standsede sin støtte til janjaweed. 
Kina har på sin side ved flere lejlighed udtryk sin modstand mos indførelsen af handelssanktioner mod Sudan; i fobindelse med Darfur-konferencen i Paris den 25. juli 2007 udtalte Kinas viceudenrigsminister Lui Guijin, ’’at det internatinale samfund må bestræbe sig på at udsende et positivt og afbalanceret signal, man bør ikke, for at få et ja eller et nej, true og udøve pression på Sudans regering. 
En artikel fra Small Arms Survey research fra august 2007 konkluderede dog at selvom Kina fortsat støttede regimet i Sudan militært og økonomisk, betød det internationale pres fra omverdenen og den negative omtale af landet forud for afholdelsen af de Olympiske lege i Beijing i 2008, som Kina lagde stor prestige i, at landets ledelse var begyndt at bruge sin indflydelse i Khartoum med større omtanke.

### Ikke-statslige organisationer
- NGO:

Nogle af de NGO-organisationer, som har været til stede i Darfur, har kritiseret både FN og EU for manglende interesse i at finde en løsning på konflikten, da de internationale diloplomater alle blot har bedt Sudans præsident, Omar al-Bashir, om at hjælpe de mange flygtninge i regionen, noget han ifølge disse organisationer reelt ikke har noget ønske om.[kilde mangler] I flere lande er der blevet dannet organisationer der skal lægge pres på regeringerne, for at de arbejder på at standse konflikten og undgår yderligere drab og overgreb på civile. En af de største af disse organisationer er den amerikanske Save Darfur Coalition, som er en fælles lobbygruppe for en række amerikanske interesseorganisationer. Formålet for den er at det påståede folkedrab i Darfur skal stoppes hurtigst muligt.
- Al-Qaeda:

I april 2006 fordømte Osama bin Laden tilstedeværeslen af en fredsstyrke i Darfur, fordi den efter hans mening var et overgreb mod muslimer. Sudans regering tog straks afstand fra denne udtalelse, men fortsatte selv med deres egen fordømmelse af en potentiel FN-styrke i landet.

## Folkedrab eller ej?
25. januar afleverede FN's undersøgelseskommission for Darfur deres rapport til generalsekretæren. Kommissionen havde fundet at Sudans regering i samarbejde med janjaweedmilitser var skyldig i alvorlige overtrædelser af menneskerettighederne og international lov, men kommissionen havde ikke fundet grundlag for at kalde Sudans politik i Darfur for folkedrab. I rapporten blev 51 individer fundet skyldige i krigsforbrydelser, og det anbefalet at de blev stillet for den Internationale Straffedomstol. 
Trods FN-kommissionens konklusioner har USA's regering, flere individuelle statsledere og en række ikke-statslige organisationer alligevel valgt at bruge betegnelse folkedrab om situationen i Darfur. i 2006 vedtog den amerikanske kongres endda en lov (Darfur Peace and Accountability Act), der pålagde regeringen at indføre sanktioner overfor Sudans regering, på grundlag af anklagen om folkedrab.
Følgende personer og organisationer har brugt betegnelsen folkedrab om begivenhederne i Darfur (oversigten er ordnet kronologisk):
- International Association of Genocide Scholars (IAGS), 19. februar 2004[25]
- Committee on Conscience, en del af det amerikanske Holocaust museum, 6. juni 2004[26]
- Den Amerikanske kongres (resolution nr. 467), 22. juni 2004, vedtaget med 422-0 i repræsentanternes hus og enstemmigt Senatet. Resolutionen erklærede at Sudans regering havde medvirket til folkedrab gennem sin støtte til janjaweedmilitsen. Teknisk set erklærede medlemmerne af USA's kongres at det der fandt sted i Darfur var folkedrab. Darfur Peace and Accountability Act, som blev vedtaget i oktober 2006 og underskrevet af præsident George W. Bush, gentog erklæring om folkedrab.[27][28]
- USA’s præsident George W. Bush, 9. september 2004[29] gentog regeringens tidligere deklarationer.[30] and in a meeting with activists from the Save Darfur Coalition, 28. april 2006[31]
- Den amerikanske senator og præsidentkandidat John Kerry, før 16. september 2004[32]
- Senator og præsidentkandidat Joseph Lieberman, 2. marts 2005[33]
- Senator Barack Obama, 22. juli 2005[34]
- Senator Hillary Clinton, 16. marts 2006[35]
- Frankrigs udenrigsminister Philippe Douste-Blazy, 6. september 2006[36]

Følgende fremtrædende institutioner har derimod erklæret at der ikke fundet folkedrab sted i forbindelse med Darfur-konflikten:
- Forenede nationer: Har erklæret at janjaweedmilitser har begået massemord på civile i Darfur, men ikke folkedrab.[37]
- Afrikanske Union: Sydafrika udtalte på vegne af AU, at overgreb finder sted. Mange lider, men der er ikke folkedrab.[38] [39]
- Amnesty International: De alvorlige overgreb på menneskerettighederne…kan ikke længere ignoreres, retfærdiggøres eller undskyldes som en del af en væbnet konflikt.[40]
- Læger uden Grænser: Direktør Jean-Hervé Bradol kaldte betegnelse "folkedrab" upassende, mens Dr. Mercedes Taty sagde: Jeg tror ikke at vi bør bruge ordet "folkedrab" til at beskrive den konflikt. Slet ikke. Det kan være at dette er en semantisk diskussion, men der er ikke imidlertid ikke noget systematisk mål – angreb på én etnisk gruppe fra en anden. Det betyder dog heller ikke at situationen i Sudan ikke er ekstremt alvorlig i sig selv.[41]

## Fredsbevarende styrker
Den Afrikanske Union (AU) har siden indgåelsen af våbenhvileaftalen i april 2004 fungeret som mæglere mellem Sudans regering og oprørsgrupperne. I juni 2004 begyndte overvågningen af våbenhvilen, denne første observatørgruppe (AMIS), denne fredsmission bestod af soldater fra forskellige afrikanske lande, men fik støtte af både EU, USA og FN. Fra begyndelsen var det meningen at repræsentanter fra både regeringen og oprørsgrupperne skulle samarbejde med fredsobservatørerne. Da våbenhvilen ikke blev overholdt og overgrebene mod civilbefolkningen fortsatte, blev fredsstyrkens mandat udvidet i oktober 2004 til også at omfatte muligheden for beskyttelse af civile. I september 2005 bestod AMIS-styrken af 5.703 soldater og 1.425 politifolk, hvis udrustning og forsyninger primært blev finansieret af EU og USA.
I juli 2005 kunne fredsstyrkens kommandant erklære, at sikkerhedssituationen i regionen havde forbedret sig betydeligt, at der ikke havde været nogen betydelige kamphandlinger og at antallet af angreb på landsbyer var faldet siden januar 2005.
AMIS fik alligevel begrænset succes i forsøget på stabilisering af Darfurregionen, styrken havde svært ved et forhindre angrebene på civile og kom efterhånden selv under angreb. AMIS har især været påvirket af en uregelmæssig og uforudsigelig finansiering, som primært skyldes at AU’s ressourcer er for utilstrækkelige til at kunne finansiere et forehavende af dette omfang. I april 2007 blev 5 senegalesiske soldater dræbt, hvilket fik Senegals regering til at true med at landet ville trække sine egne tropper ud af Darfur, hvis AMIS ikke fik bedre udstyr og beskyttelse. Det øgede pres på fredsstyrken af oprørsstyrkerne fik den canadiske regering til at donere 105 pansrede mandskabsvogne til de tropper, der var udstationeret i Vestdarfur.
FN's sikkerhedsråd gav 31. juli 2007 enstemmigt mandat til at en fælles FN/AU-styrket (UNAMID) blev oprettet i Darfur, hvilket af FN's generalsekretær, Ban Ki-moon blev betegnet som historisk og uden fortilfælde.
AMIS missionen har efterhånden fået sværere ved at optræde som en neutral part i konflikten, da flere oprørsgrupper efterhånden er begyndt at opfatte AU som lidt for venligtsindet overfor Sudans regering. Dette har betydet at AMIS tropper flere gange er blevet angrebet, bl.a. i september 2007, hvor tolv soldater blev dræbt ved Haskanita,

## FN's fredsbestræbelser
I begyndelsen af 2004 havde konflikten fået et omfang der førte til direkte sammenligninger med Folkedrabet i Rwanda i 1994 og den Jugoslaviske borgerkrig i 1990'erne. International Crisis Group (ICG) i Bruxelles krævede øjeblikkelig handling i FN’s sikkerhedsråd, og FN talsmænd kaldte konflikten i Darfur for den værste humanitære situation i verden i dag. Men selvom en militærstyrke udsendt af den Afrikanske Union (AU) har været tilstede i Darfur siden juni 2004 har det ikke været muligt at stoppe krigshandlingerne. En væsentlig grund til fredstyrkens manglende succes har været manglen på logistisk støtte og ekspertise, og derfor har der i der flere gange været stillet forslag om at især vesteuropæisk og amerikansk støtte til en ny og bedre udrustet fredsstyrke under et FN-mandat; da det af flere iagttagere skønnes at kun en såkaldt ”robust styrke” vil være i stand til at stabilisere regionen.
16. maj 2006 vedtog FN enstemmigt en resolution som tillod at et observatørhold fra FN kunne udsendes til Sudan for at forberede en overdragelse af ansvaret for den fredsbevarende styrke fra AU til FN. Denne resolution blev vedtaget to dage efter at AU havde godkendt at ansvaret for de 7.300 AU-soldater i Darfur blev overført til FN i begyndelsen af september 2006 eller tidligere, hvis FN var klar til det. FN's sikkerhedsråd opfordrede ved samme lejlighed de oprørsgrupper, som endnu ikke havde underskrevet fredsaftalen, om at gøre det øjeblikkeligt, og rådet udtalte at det ville overveje at tage… kraftige og effektive midler i brug… mod individer eller grupper, som overtrådte eller forsøgte at blokere for’’ fredsaftalen.
I august 2006 vedtog FN's sikkerhedsråd endnu en resolution, der skulle udvide den fredstyrke, som allerede befandt sig i Sydsudan, til også at omfatte Darfur; dog kun med Sudans regerings tilladelse. Denne resolution blev vedtaget med 12 stemmer for mens de tre lande Kina, Rusland og Qatar undlod at stemme. Sudans regering udtrykte øjeblikkeligt sin modstand mod en udvidelse af FN’s mandat i Sudan og blokerede på denne måde mod en indsættelse af en fredstyrke i Darfur. AU har siden accepteret at forlænge deres eget mandat for en fredstyrke. USA's udstationering af store troppestyrker i Irak og Afghanistan har betydet at mulighederne for en amerikansk intervention i Sudan var begrænset, men i oktober 2006 vedtog Kongressen i USA en lov der bl.a. skulle forøge den amerikanske støtte til AU’s fredstyrke. Desuden betød USA's involvering i den fredsproces, som afsluttede den 2. sudanske borgerkrig, at freden i syd kunne blive truet, hvis USA aktivt gik ind i Darfur. Derfor forventes det ikke at eventuelle amerikanske bidrag til en ny fredsstyrke vil blive særligt omfattende. I USA, Rusland, Storbritannien og Frankrig findes imidlertid stærke lobbygrupper som er modstandere af en intervention i et land, hvor man umiddelbart ikke har nogen særlige interesser, og direkte militær indgriben i konflikten fra disse lande er derfor ikke sandsynlig.[kilde mangler]
Som led i fredsprocessen vil FN retsforfølge de personer som er blevet anklaget for krigsforbrydelser og forbrydelser mod menneskeheden i Darfur, hvilket er en af regeringen i Sudans begrundelser til ikke at acceptere en udvidelse af FN-styrken i landet. Det er endnu ikke besluttet hvorvidt retssagerne skal føres ved den Internationale Straffedomstol (ICC) eller om der skal oprettes et særskilt tribunal, som det skete efter konflikterne i Rwanda og på Balkan. Den amerikanske regering har dog udtalt sin modstand mod at benytte ICC, på trods af at Kongressen tidligere havde støttet ICC's efterforskning i Darfur.[kilde mangler]

### Sanktioner
For at lægge pres på Sudans regering og hindre en eskalering af konflikten har FN indført en række sanktioner mod regionen. 18. september 2004 ved FN resolution 1564 om embargo af Sudans olieindustri, hvis Sudan ikke levede om til de krav FN stillede landet. Sudan skulle, hvis disse sanktioner ikke skulle træde i kraft, have gjort en betydelig indsats for at højne sikkerhedssituationen i området, herunder afvæbne janjaweed. Efter indgåelsen af en fredsaftale i Nairobi mellem SLM/A og Sudans regering blev resolution 1564 ophævet.
I marts 2005 fandt FN’s sikkerhedsråd imidlertid at Sudans regering ikke samarbejdede i tilstrækkelig grad, og vedtog derfor resolution 1591, der skærpede våbenembargoen og muliggjorde en spærring af bankkonti for alle personer som var under anklage for krigsforbrydelser. Det blev desuden vedtaget at de personer skulle retsforfølges ved ICC.

## Nødhjælpsarbejdet
En lækket FN-rapport fra april 2004 bekræftede forlydender om, at der var foretaget massive overgreb mod civile, og at omkring 700.000 mennesker levede i uorganiserede flygtningelejre. I 2007 er dette tal steget til over to millioner mennesker, og siden konfliktens begyndelse er mellem 200.000 og 400.000 mennesker blevet dræbt. I april 2004 kaldte FN-chef Jan Egeland kalder Darfur for ’’Verdens største humanitære krise’’.
Allerede efter de første hårde kampe i marts 2003 begyndte flygtninge at strømme til lejre i Darfur og i nabolandet Tchad, men først i januar 2004 reagerede de første nødhjælpsorganisationer på situationen, og begyndte at hjælpe de fordrevne. I september 2004 offentliggjorde WHO den første pålidelige statistik for dødeligheden i Darfur, og den viste at der døde mellem 6.000 og 10.000 mennesker hver måned i Darfur, hvilket var 3 – 6 gange højere end det normale i Afrika, og signifikant højere end katastrofe tærsklen. 
Amnesty International og International Crisis Group havde allerede i løbet af 2003 flere gange advaret om den kritiske situation i Darfur, men nyhedsnedierne begyndte ikke at rapportere om konflikten før efter FN’s Sudan-koordinator, Mukesh Kapila, udtalte sig om situationens alvor. I flere lande er der siden dannet bevægelser, der er fortalere for en humanitær intervention i Sudan.
I foråret 2004 udstationeres de første observatører udsendt af Afrikanske Union, deres hovedopgave var at overvåge den nyligt indgåede våbenhvile. Da det efterhånden står klart at våbenhvilen ikke overholdes, bliver mandatet for fredstyrken (AMIS) styrket, så den kan skabe den nødvendige sikkerhed for nødhjælpsorganisationernes arbejde. Denne mission lykkedes ikke, og i oktober 2005 erklærede FN at man, pga. fornyede kampe, ville trække alt ikke-essentielt personel ud af Darfur, og at Vestdarfur var blevet alt for farligt for nødhjælpsarbejdere at operere i.  AU anklagede samtidig både Sudans regering og oprørsbevægelserne for at bryde våbenhvileaftalen, og for at stå bag overfald på flygtningelejre.
I januar 2006 bad FAO det internationale samfund om $ 40 millioner til finansiering af organisationens igangværende fødevareprogram i Sudan, men understregede samtidig, at det var nødvendigt at iværksætte et længerevarende udviklingsprogram i landet for at undgå nye konflikter i fremtiden.[kilde mangler] I april samme år rejser Bono sammen med en journalist fra NBC til Darfur for at øge verdens opmærksomhed på krisen. Og den japanske regering meddeler at den vil donere $10 millioner
Til genopbygning af vandforsyningen.
Nye kampe i begyndelsen af 2006 mellem regeringstropper og oprørsstyrker betyder at flere nødhjælpsorganisationer føler sig nødsaget til at trække sig ud af området; fx lukkede Oxfam to af sine kontorer i Norddarfur midlertidigt, efter at én af organisationens medarbejdere var blevet taget som gidsel.  Omkring samme tidspunkt bad otte forskellige nødhjælpsorganisationer, heriblandt CARE, Oxfam og Islamic Relief det internationale samfund om at styrke fredsindsatsen for Darfur, ellers mente de ville sikkerhedssituationen ikke blive bedre. 
I juni 2007 erklærede Oxfam, at de permanent ville trække sig ud af Gereida, den største flygtningelejr i Darfur, hvor mere end 130.000 mennesker havde søgt tilflugt. Organisatio-nen begrundede beslutningen med med at SLM/A, der kontrollerede området, ikke gjorde nok for at forhindre overfald på nødhjælpsarbejdere. Samtidig blev en ansat fra Action by Churches Together myrdet i Vestdarfur. Og FN rapporterede at felre af deres egne og andre organisationers køretøjer, var blevet plyndret eller stjålet af bevæbnede bander. Alle køretøjer som blev brugt i forbindelse med nødhjælpsarbejde. Dette havde også fået FN til at overvej sit engagement i Darfur.